# Ranunculus limosella
Ranunculus limosella är en ranunkelväxtart som beskrevs av F. Müll. och T. Kirk. Ranunculus limosella ingår i släktet ranunkler, och familjen ranunkelväxter. Inga underarter finns listade i Catalogue of Life.